# Lavans-lès-Saint-Claude
Lavans-lès-Saint-Claude – miejscowość i gmina we Francji, w regionie Burgundia-Franche-Comté, w departamencie Jura. W 2013 roku populacja gminy wynosiła 2009 mieszkańców. 
1 stycznia 2016 roku połączono dwie wcześniejsze gminy: Lavans-lès-Saint-Claude oraz Ponthoux. Siedzibą gminy została miejscowość Lavans-lès-Saint-Claude, a nowa gmina przyjęła jej nazwę. Dnia 1 stycznia 2019 roku nastąpiły kolejne zmiany administracyjne. Do Lavans-lès-Saint-Claude włączono ówczesną gminę Pratz. Siedzibą gminy pozostała miejscowość Lavans-lès-Saint-Claude. 